# Canton de Sochaux-Grand-Charmont
Le canton de Sochaux-Grand-Charmont est une ancienne division administrative française, située dans le département du Doubs et la région Franche-Comté.

## Administration
Le canton a été créé en 1973.
| Période | Période | Identité         | Étiquette | Qualité |
| ------- | ------- | ---------------- | --------- | --- |
| 1973    | 1982    | M. Grandin       | PS        | |
| 1982    | 1988    | René Maître      | PS        | Maire de Grand-Charmont |
| 1988    | 1994    | Gaston Frénay    | PS        | Maire-adjoint de Sochaux |
| 1994    | 2001    | Pierre Moscovici | PS        | Ministre (1997-2002 et depuis 2012) Député (1997 et 2007-2012) Député au Parlement Européen (1994-1997 et 2004-2007) Conseiller régional (1998-2004) Conseiller municipal de Valentigney depuis 2008 Conseiller municipal de Montbéliard (1995-2008) |
| 2001    | 2015    | Noël Gauthier    | PS        | Maire de Vieux-Charmont (2001-2008) Elu en 2015 dans le Canton de Bethoncourt |

## Composition
Ce canton est composé des quatre communes suivantes :
| Nom                 | Code Insee | Intercommunalité                     | Superficie (km2) | Population (dernière pop. légale) | Densité (hab./km2) |
| ------------------- | ---------- | ------------------------------------ | ---------------- | --------------------------------- | ------------------ |
| Sochaux (chef-lieu) | 25547      | CA Pays de Montbéliard Agglomération | 2,17             | 3 948 (2014)                      | 1 819              |
| Grand-Charmont      | 25284      | CA Pays de Montbéliard Agglomération | 4,56             | 5 535 (2014)                      | 1 214              |
| Nommay              | 25428      | CA Pays de Montbéliard Agglomération | 3,19             | 1 689 (2014)                      | 529                |
| Vieux-Charmont      | 25614      | CA Pays de Montbéliard Agglomération | 2,51             | 2 699 (2014)                      | 1 075              |

## Démographie
| 1975   | 1982   | 1990   | 1999   | 2006   | 2011   | 2012   |
| ------ | ------ | ------ | ------ | ------ | ------ | ------ |
| 19 023 | 16 708 | 14 108 | 13 589 | 13 267 | 13 510 | 13 611 |